# Montesicuro
Montesicuro (Montesciguro in dialetto anconitano) è una frazione del comune italiano di Ancona.

## Storia

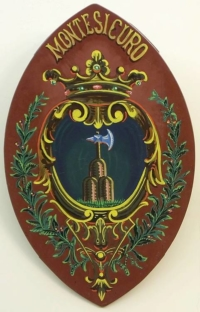
Blasone del Comune di Montesicuro custodito nel Salone degli Stemmi del Comune di Castelfidardo per la battaglia del 1860

Era un comune ma l'ente venne soppresso con Regio Decreto 15 aprile 1928, n. 882 e accorpato al comune di Ancona, di cui divenne frazione. È uno dei Castelli di Ancona, sistema difensivo costruito a guardia dei confini della Repubblica di Ancona.

## Geografia
Montesicuro fa parte del cosiddetto "sistema delle frazioni" di Ancona, una cintura periurbana al capoluogo che include, tra le altre, Gallignano, Sappanico, Montacuto, Paterno, Poggio e Varano.
Rispetto al capoluogo si trova a sud-ovest in posizione dominante nel sistema collinare insistente tra la valle esina ed il vallone di Offagna.
Le principali distanze sono: Ancona, municipio: 12,5 km; Stazione FS: 10,5 km; Zona commerciale (Aspio): 6,4 km.

## Società

### Evoluzione demografica
Mentre la popolazione residente fino agli anni '90 ha registrato un progressivo calo, gli ultimi anni hanno visto un'inversione di tendenza, con una crescita della popolazione residente non solo nella fascia degli anziani, ma anche, significativamente, in quella dei giovani sotto i 14 anni.

## Elementi storici e architettonici
Esistono varie opinioni sull'origine della denominazione di Montesicuro: secondo alcuni il nome deriverebbe dalle caratteristiche del luogo, anticamente sparso di boscaglie; secondo altri dalla posizione dominante e infine dall'emblema del castello rappresentato da una scure.
Quasi nulla è rimasto delle antiche mura castellane, in quanto la storia di Montesicuro somiglia a quella degli altri castelli della zona, essendo stato esposto più volte, nel XIV e XV secolo, alle aggressioni ed ai vandalismi ad opera dei comuni limitrofi in lotta con Ancona. La costruzione di nuovi edifici, tra cui Villa Foschi, oggi rinnovata e adibita a struttura di riposo per anziani, ha contribuito a cambiare sostanzialmente la fisionomia dell'antico abitato.
La chiesa parrocchiale è stata restaurata verso il 1750 con l'aggiunta di due piccole navate laterali; all'interno si trova una pala rappresentante la Madonna col Bambino e i Santi martiri Stefano e Lorenzo ed un Crocifisso del XVI secolo.
Sono presenti anche vari edifici storici, come il Palazzo Comunale con l'antico orologio, il Palazzo delle Poste, che durante il fascismo era il Palazzo del Fascio, e l'antico edificio che ora funge da casa di riposo, ma che precedentemente ospitava un seminario.
Il Santo Patrono di Montesicuro è San Pancrazio, La chiesa rurale dedicata al San Pancrazio si trova al di fuori del centro abitato, lungo la strada che da Montesicuro conduce all'Aspio.

## Servizi presenti
Nonostante la perdita di autonomia nei confronti del capoluogo, Montesicuro mantiene una comunità molto vitale, che si evidenzia in una presenza di servizi ancora notevole. A Montesicuro sono infatti presenti una scuola dell'infanzia ("La giostra"), una scuola primaria ("Levi") ed una scuola secondaria di primo grado. Sono inoltre presenti varie attività commerciali come il bar (che funge anche da edicola, tabacchi e distributore carburanti),e le poste.
Sono presenti anche varie aziende agricole e vitivinicole che producono vino venduto in tutta Italia.

## Contrade
Il territorio di Montesicuro, come quello di tutte le altre frazioni di Ancona, è suddiviso in contrade. Esse sono:
- Aspio di Montesicuro[7],
- Case Lanternari,
- Fornaci di Montesicuro[8],
- Grancia di Montesicuro[9],
- Molino,
- Monte Galluzzo di Montesicuro[10],
- Piantate Lunghe di Montesicuro[11],
- San Sebastiano.

## Sport

### Calcio a 5
A Montesicuro è situata la sede della Chevrolet Tre Colli, che milita nel campionato di serie B. La Chevrolet Tre Colli e la Chevrolet Team, iscritta al campionato di C2, disputano le partite casalinghe nel pallone tensostatico comunale del paese.